# Suaeda calceoliformis
Suaeda calceoliformis là loài thực vật có hoa thuộc họ Dền. Loài này được (Hook.) Moq. miêu tả khoa học đầu tiên năm 1840.